# Perdiz-bicuda
A perdiz-bicuda (Rhizothera longirostris) é uma espécie de ave da família Phasianidae.
Pode ser encontrada nos seguintes países: Brunei, Indonésia, Malásia, Myanmar e Tailândia.
Os seus habitats naturais são: florestas secas tropicais ou subtropicais, florestas subtropicais ou tropicais húmidas de baixa altitude e regiões subtropicais ou tropicais húmidas de alta altitude.
Está ameaçada por perda de habitat.